# San Giacomo dall'Orio
San Giacomo dall'Orio (eller San Giacomo Apostolo) är en kyrkbyggnad i stadsdelen Santa Croce i Venedig, grundad på 800-talet, ombyggd 1225 och med en bysantinsk klockstapel från 1300-talet. I kyrkan San Giacomo dall'Orio finns Giambattista Pittonis grav.
Kyrkan hyser renässansmålningar som Allegori över tron och De fyra kyrkofäderna av Paolo Veronese, målningar av Palma Giovane, Gisslandet av Tizianello och Scener ur Jesu liv av Andrea Schiavone.